# World Series of Poker 1974
De World Series of Poker 1974 werd gehouden in de Binion's Horseshoe in Las Vegas van 6 mei t/m 16 mei. Het was de 5de editie van de World Series of Poker, het grootste pokerevenement ter wereld.

## Toernooien
| Event                      | Winnaar                        | Prijs   |
| -------------------------- | ------------------------------ | ------- |
| $5.000 Five Card Stud      | Bill Boyd                      | $40.000 |
| $1.000 Razz                | Jimmy Casella                  | $25.000 |
| $10.000 Seven-Card Stud    | Jimmy Casella                  | $41.225 |
| $1.000 No Limit Hold'em    | Thomas "Amarillo Slim" Preston | $11.100 |
| $5.000 Deuce to Seven Draw | Brian "Sailor" Roberts         | $35.850 |

## Main Event
Het Main Event was het grootste toernooi van de WSOP van 1974. Het is een 10.000 dollar No-Limit Texas Hold'em toernooi. De winnaar van dit toernooi wordt gezien als de officieuze wereldkampioen poker. Er deden in totaal 16 spelers mee.

### Finaletafel
| Positie | Naam               | Prijs    |
| ------- | ------------------ | -------- |
| 1       | Johnny Moss        | $160.000 |
| 2       | Crandell Addington | Geen     |
| 3       | Onbekend           | Geen     |
| 4       | Bob Hooks          | Geen     |
| 5       | Onbekend           | Geen     |
| 6       | Onbekend           | Geen     |